# Jaime Jiménez Villavicencio
Jaime Enrique Jiménez Villavicencio (6 de abril de 1963) es un expolítico chileno. Fue inhabilitado para ejercer cargos públicos desde 2003, año en que fue declarado culpable como coautor de cohecho por el caso de corrupción conocido como «Caso Coimas». En agosto de 2004 fue absuelto junto a otros dos parlamentarios por la Corte de Apelaciones de Rancagua. 

## Biografía

### Familia y estudios
Se casó con Jessica Arlette Muñoz y tienen dos hijos.
Realizó sus estudios primarios en el Colegio Marambio de Melipilla, y los secundarios, en el Internado Nacional Barros Arana, INBA. Luego de finalizar su etapa escolar, ingresó a la Universidad Católica, donde realizó cursos de Teología.

### Carrera política
Cuando tenía 17 años, se desempeñó como dirigente juvenil de su parroquia, y conjuntamente desarrollaba actividades de catequesis de confirmación, en sectores rurales.
En 1980 se integró a la Juventud Demócrata Cristiana, donde ocupó puestos de dirigente comunal y provincial, en Melipilla. 
En su época de estudiante universitario se integró a la Pastoral Universitaria, donde ejerció como dirigente nacional, entre 1983 y 1984. Al año siguiente, alcanzó la presidencia de su partido en su universidad, ejerciendo hasta 1986.
En el plebiscito de 1988, colaboró como Coordinador Nacional del Comando por el "NO", en donde trabajó directamente con Patricio Aylwin y Andrés Zaldivar. 
En 1990 fue designado Jefe de Gabinete en la Intendencia Metropolitana.
Entre los años 1991 y 1994, asumió como Gobernador provincial de Melipilla. En 1994 fue designado Asesor del Ministerio de Vivienda y Urbanismo.
Ha sido columnista del diario La Tercera y comentarista en las radios "Progreso", "Manantial", "Talagante", "Serrano" y "Líder" de Melipilla. Tuvo su propio programa, "Casa Propia", en la radio "Serrano".
En diciembre de 1997 fue elegido diputado, por el Distrito N.°31, comunas de "Alhué, Curacaví, El Monte, Isla de Maipo, María Pinto, Melipilla, Padre Hurtado, Peñaflor, San Pedro y Talagante", Región Metropolitana, período 1998 a 2002; integró la Comisión Permanente de Vivienda y Desarrollo Urbano.
En diciembre de 2001 fue reelecto diputado, por el mismo Distrito Nº31, período 2002 a 2006. Presidió la Comisión de Obras Públicas, Transportes y Telecomunicaciones.

#### Caso Coimas
Fue sometido a proceso por el "Caso Coimas" y desaforado en enero de 2003, siendo condenado en diciembre del mismo año a una pena remitida de 540 días de cárcel, al pago de 20 millones de pesos e inhabilidad perpetua de ejercer cargos públicos. La polémica desatada motivó su renuncia al PDC.
En agosto de 2004 fue absuelto junto a otros dos parlamentarios por la Corte de Apelaciones de Rancagua.

## Historial electoral

### Elecciones parlamentarias de 1997
- Elecciones parlamentarias de 1997 a Diputado por el Distrito 31 (Alhué, Curacaví, El Monte, Isla de Maipo, María Pinto, Melipilla, Peñaflor, San Pedro y Talagante) , Región Metropolitana de Santiago[5]

### Elecciones parlamentarias de 2001
- Elecciones parlamentarias de 2001, para el Distrito 31, Alhué, Curacaví, El Monte, Isla de Maipo, María Pinto, Melipilla, Padre Hurtado, Peñaflor, San Pedro y Talagante[6]